# Pustinja Prizidnice
Pustinja Prizidnice je pustinja na Čiovu.
Nalazi se na strmoj obali južne strane otoka, među liticama iznad samog mora. Pustinju čini skladan sklop stambenih i gospodarskih zgrada, s crkvom, no u njoj danas nema stalnih stanovnika.
Osnovali su je poljički svećenici glagoljaši u 16. stoljeću. Kao prvi se na natpisu na pročelju crkve spominje Juraj Stoidražić, graditelj crkve 1546. godine. Pustinja je kao samostanska zajednica opstojala do polovice 19. st. Uglavnom su to bili glagoljaši, ali ponekad i svećenici latinskog obrednog jezika. Među svećenicima i njihovim učenicima - klericima, žaknima, većina ih je bila iz Poljica, no bilo ih je i iz udaljenijih krajeva, čak iz Dubašnice na Krku. Posljednji stalno nastanjeni svećenik je bio don Andrija Varvodić iz Roža, koji je umro 1852. kao župnik Slatina. Nakon toga zgrade pustinje korištene su jedino u gospodarske svrhe.
Pustinja Prizidnice nije toliko poznata kao, primjerice, veća i imućnija Pustinja Blaca, no njena glavna osobitost je u tome što je i danas živo hodočasničko svetište Gospe od Prizidnica.
Kao dojmljivo obilježje Prizidnica treba spomenuti kako je riječ o mjestu izvanredne, jedinstvene prirodne ljepote koja je dodatno oplemenjena duhovnim sadržajem i kulturnopovijesnim značenjem.